# Grenade
„Grenade” este o piesă interpretată de cântărețul american Bruno Mars, extrasă din albumul său de debut, Doo-Wops & Hooligans. Lansat inițial ca un single promoțional pe 28 septembrie 2010, a fost ulterior anunțat ca al doilea cântec extras de pe album. Primul din lista de piese a albumului, a fost compus de Mars și echipa sa de producție The Smeezingtons, alături de Brody Brown, Claude Kelly și Andrew Wyatt.
Recepția critică a fost în mare parte pozitivă, criticii lăudând capacitatea vocală a lui Mars și versurile legate de durerea sufletească. A ajuns pe primul loc în Australia, Canada, Irlanda, Noua Zeelandă, Marea Britanie și în Billboard Hot 100, devenind al treilea single ajuns atât în fruntea clasamentului american, cât și a celui britanic. Videoclipul pentru piesă a fost lansat la jumătatea lui noiembrie, 2010.

## Ordinea pieselor pe disc
- Descărcare digitală[1]

1. „Grenade” – 3:42

- CD-ul german[2]

1. „Grenade” – 3:42
2. „Just the Way You Are” (Carl Louis & Martin Danielle Classic Mix) – 5:17

- EP-ul digital The Grenade Sessions[3]

1. „Grenade” – 3:42
2. „Catch a Grenade” (remix de The Hooligans) – 3:30
3. „Grenade” (remix de Passion Pit) – 6:10
4. „Grenade” (versiune acustică) – 4:09
5. „Grenade” (videoclip) – 3:40